# Ágioi Theódoroi (ort i Grekland, Västra Makedonien)
Ágioi Theódoroi är en ort i Grekland.   Den ligger i prefekturen Nomós Grevenón och regionen Västra Makedonien, i den centrala delen av landet, 290 km nordväst om huvudstaden Aten. Ágioi Theódoroi ligger 719 meter över havet och antalet invånare är 362.
Terrängen runt Ágioi Theódoroi är lite kuperad. Runt Ágioi Theódoroi är det glesbefolkat, med 18 invånare per kvadratkilometer. Närmaste större samhälle är Grevená, 12,9 km nordväst om Ágioi Theódoroi. Omgivningarna runt Ágioi Theódoroi är en mosaik av jordbruksmark och naturlig växtlighet.